# كونسيل (كيبك)
كونسيل (بالإنجليزية: Notre-Dame-du-Bon-Conseil, Quebec (village))‏ هي local municipality of Quebec تقع في كندا في Drummond Regional County Municipality. يقدر عدد سكانها بـ 1,404 نسمة ومساحتها 4.40 كم2 .